# پالهادووا
پالهادووا (به لاتین: Pallehaduwa) یک منطقهٔ مسکونی در سری‌لانکا است که در استان مرکزی (سری‌لانکا) واقع شده‌است.